# راسلمينيا 39
راسلمينيا 39 (بالإنجليزية: WrestleMania 39)‏ أو (بالإنجليزية: WrestleMania Hollywood)‏ هو عرض مصارعة محترفة من فئة الدفع مقابل المشاهدة وهو العرض التاسع والثلاثين من سلسلة عروض الراسلمينيا. سيعرض في 2 أبريل 2023 في كاليفورنيا هوليوود .

## وصلات خارجية
- الموقع الرسمي